# Natalya Lapitskaya
Natalya (Lapitskaya) Cigankova (em russo:  Наталья (Лапицкая) Цыганкова; 12 de agosto de 1962) é uma ex-handebolista russa, medalhista olímpico.
Natalya Lapitskaya fez parte do elenco medalha de bronze, de Seul 1988.